# فرق تماثلي
الفرق التماثلي هي عملية ثنائية على مجموعات، حيث انه إذا كان لدينا المجموعتين A و B فالناتج من هذه العملية هي المجموعة C المركبة من أعضاء المجموعة A الغير موجودة بالمجموعة B , واعضاء المجموعة B الغير موجودة بالمجموعة A .

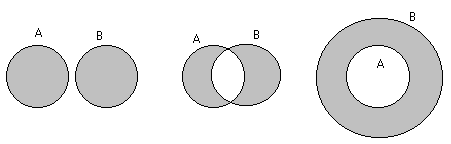

## تعريف
الفرق التماثلي، ورمزه {\displaystyle \ \Delta } معرف كالتالي:
{\displaystyle \ A\Delta B=(A\setminus B)\cup (B\setminus A)=(A\cup B)\setminus (A\cap B)}